# Launch Complex 10
| Launch Complex 10 | Launch Complex 10                   |
| ----------------- | ----------------------------------- |
| Koordinaten       | 28° 27′ 0″ N, 80° 33′ 23″ W         |
| Typ               | Startplatz für Marschflugkörper     |
| Betreiber         | U.S. Space Force                    |
| Launch Pads       | 1                                   |
| Raketen           | Navaho (Rakete), Alpha Draco, Jason |
| Erster Start      | 12. August 1957                     |
| Letzter Start     | 27. April 1959                      |
| Starts insgesamt  | 10                                  |
| Status            | inaktiv                             |
| CCAFS             |                                     |

Der Launch Complex 10 (LC-10) war eine Startrampe der Cape Canaveral Space Force Station (ehemals CCAFS) auf Merritt Island, Cape Canaveral in Florida, USA. Sie wurde ursprünglich Mitte der 1950er Jahre zusammen mit LC-9 zur Entwicklung des Navaho-Marschflugkörpers gebaut. Genutzt wurde sie zwischen 1957 und 1959 für Starts der Höhenforschungsraketen Alpha Draco und Jason.

## Geschichte
Launch Complex 10 wurde 1956 von der US-Luftwaffe für Probestarts des experimentellen Marschflugkörpers Navaho errichtet. Das 1946 gestartete Programm sollte die Realisierbarkeit einer interkontinentalen Rakete unter Beweis stellen. Nachdem Launch Complex 10 am 29. Juni 1956 durch die US-Luftwaffe offiziell anerkannt worden war, erfolgte am 12. August 1957 der erste Start einer Navaho. Der Marschflugkörper geriet nach dem Abheben allerdings vom Kurs ab und schlug später im Atlantik ein. In der Folgezeit wurde die Startanlage nur noch für Übungen zur Handhabung der Rakete genutzt, bevor das Navaho-Programm wegen anhaltender Verschiebungen 1958 eingestellt wurde.
Nach dem Ende des Navaho-Projekts wurde LC-10 für Starts der Höhenforschungsrakete Jason umgerüstet. Die fünfstufige Rakete konnte Höhen von bis zu 800 km erreichen und war für die Operation Argus entwickelt worden, bei der drei Atombomben in großer Höhe gezündet wurden, um die Auswirkungen der Detonationen auf das elektromagnetische Feld der Erde zu untersuchen. Insgesamt starteten im August und September 1958 sechs Jason-Raketen erfolgreich vom Komplex. 
Anschließend wurde die Startanlage im Jahr 1959 für drei Starts der Forschungsrakete Alpha Draco verwendet. Die von McDonnell entwickelte Alpha Draco bestand aus zwei Feststoffraketenstufen und einem antriebslosen Wiedereintrittskörper, der auf eine Höhe von 30 km gebracht werden sollte. Danach sollte sich der Eintrittskörper von der Rakete trennen und ca. 400 km vom Startplatz entfernt im Atlantik einschlagen. Das Konzept wurde Anfang 1959 mit drei Starts von Launch Complex 10 getestet; der letzte Start erfolgte am 27. April 1959. 
Die Startrampe wurde daraufhin deaktiviert und 1959 größtenteils gesprengt, um Raum für neue Startrampen der Minuteman-Interkontinentalrakete zu schaffen.

## Der Komplex
Launch Complex 10 war äußerlich baugleich mit dem benachbarten Launch Complex 9, der ebenfalls dem Navaho-Programm zugeteilt war. Die Starts der Navaho-Rakete wurden aus einem benachbarten Bunker, dem Blockhaus, überwacht, der heute als Lagerraum dient. Von dort aus konnte die Startrampe durch ein Periskop oder angewinkelte Spiegel beobachtet werden.

## Startliste
| Datum             | Zeit (UTC) | Raketentyp  | Seriennummer |
| ----------------- | ---------- | ----------- | ------------ |
| 12. August 1957   |            | Navaho      | 05           |
| 15. August 1958   | 04:16      | Jason       | 1822         |
| 27. August 1958   | 03:33      | Jason       | 1909         |
| 30. August 1958   | 04:31      | Jason       | 2022         |
| 30. August 1958   | 06:36      | Jason       | 2025         |
| 31. August 1958   | 00:07      | Jason       | 2020         |
| 2. September 1958 | 22:15      | Jason       | 2043         |
| 16. Februar 1959  |            | Alpha Draco |              |
| 16. März 1959     |            | Alpha Draco |              |
| 27. April 1959    |            | Alpha Draco |              |